# Élisabeth Tournier-Lasserve
Pour les articles homonymes, voir Tournier.
Élisabeth Tournier-Lasserve, née le 7 octobre 1954, est une neurologue, professeure des universités et praticienne hospitalier de génétique. Elle est récipiendaire du prix Recherche 2004 de l'Inserm.

## Biographie
Élisabeth Tournier-Lasserve fait des études de médecine dont un clinicat en neurologie au centre hospitalier universitaire de la Pitié-Salpêtrière. Après avoir obtenu son doctorat en médecine (1984), elle fait un post-doctorat de trois ans aux National Institutes of Health aux États-Unis.
Tournier-Lasserve entre à l’Inserm en 1989 comme chargée de recherche. Puis, elle devient directrice de recherche dans le CJF 90-01, puis dans l’unité Inserm 25 à l'hôpital Necker-Enfants malades. En 1999, elle crée l’unité Inserm « Génétique des maladies vasculaires » (EMI 99-01, puis E0365). Elle est professeure des universités et praticienne hospitalier de génétique à l'hôpital Lariboisière.

## Apport scientifique
Avec la neurologue spécialiste des maladies neuro vasculaires Marie-Germaine Bousser, elle participe à la découverte d'une maladie génétique, désignée par l'acronyme CADASIL, responsable d'accidents vasculaires cérébraux. La découverte est publiée en 1993 dans Nature Genetics.

## Distinctions et récompenses
- Prix Recherche de l'Inserm (2004)
- Grand Prix scientifique de la Fondation Lefoulon-Delalande (2016)[3].
- Prix Brain de la Fondation Lundbeck (2019)[4].